# Florian Mayer
Florian Mayer (Bayreuth, 5 de octubre de 1983) es un exjugador profesional de tenis alemán. Tuvo su mejor actuación profesional a los 20 años cuando alcanzó los cuartos de final de Wimbledon luego de vencer a Wayne Arthurs, Guillermo Coria (tercer preclasificado), Wayne Ferreira y Joachim Johansson. En cuartos de final perdió con el francés Sébastien Grosjean. Alcanzó también dicha ronda en el mismo torneo en 2012, venciendo al cabeza de serie Richard Gasquet y cayendo ante Novak Djokovic.
El 25 de septiembre de 2011 logró su primer título en individuales como profesional al ganar en la final del Torneo de Bucarest a Pablo Andújar por 6-3 y 6-1. Además ha conseguido llegar a cuatro finales.
Florian se retiró en el US Open 2018.

## Torneos ATP (2; 2+0)

### Individual (2)
| Leyenda                         |
| Grand Slam (0)                  |
| Juegos Olímpicos (0)            |
| ATP World Tour Finals (0)       |
| ATP World Tour Masters 1000 (0) |
| ATP World Tour 500 (1)          |
| ATP World Tour 250 (1)          |

| N.º | Fecha                    | Torneo   | Superficie    | Oponente en la final | Resultado     |
| --- | ------------------------ | -------- | ------------- | -------------------- | ------------- |
| 1.  | 25 de septiembre de 2011 | Bucarest | Tierra batida | Pablo Andújar        | 6-3, 6-1      |
| 2.  | 19 de junio de 2016      | Halle    | Hierba        | Alexander Zverev     | 6-2, 5-7, 6-3 |

#### Finalista (5)
| N.º | Fecha                 | Torneo    | Superficie    | Oponente en la final | Resultado        |
| --- | --------------------- | --------- | ------------- | -------------------- | ---------------- |
| 1.  | 1 de agosto de 2005   | Sopot     | Tierra batida | Gaël Monfils         | 6-7(6), 6-4, 5-7 |
| 2.  | 31 de julio de 2006   | Sopot     | Tierra batida | Nikolay Davydenko    | 6-7(6), 7-5, 4-6 |
| 3.  | 24 de octubre de 2010 | Estocolmo | Dura (i)      | Roger Federer        | 4-6, 3-6         |
| 4.  | 1 de mayo de 2011     | Múnich    | Tierra batida | Nikolay Davydenko    | 3-6, 6-3, 1-6    |
| 5.  | 30 de julio de 2017   | Hamburgo  | Tierra batida | Leonardo Mayer       | 4-6, 6-4, 3-6    |

### Dobles (0)
| Leyenda                         |
| Grand Slam (0)                  |
| Juegos Olímpicos (0)            |
| ATP World Tour Finals (0)       |
| ATP World Tour Masters 1000 (0) |
| ATP World Tour 500 (0)          |
| ATP World Tour 250 (0)          |

#### Finalista (1)
| N.º | Fecha               | Torneo | Superficie    | Pareja          | Oponentes en la final     | Resultado     |
| --- | ------------------- | ------ | ------------- | --------------- | ------------------------- | ------------- |
| 1.  | 25 de abril de 2005 | Múnich | Tierra batida | Alexander Waske | Mario Ančić Julian Knowle | 3-6, 6-1, 3-6 |

## Clasificación histórica

### Grand Slam
| Torneo | 2004 | 2005 | 2006 | 2007 | 2008 | 2009 | 2010 | 2011 | 2012 | 2013 | 2014 | 2015 | 2016 | 2017 | G-P   | Títulos |
| --- | ---- | ---- | ---- | ---- | ---- | ---- | ---- | ---- | ---- | ---- | ---- | ---- | ---- | ---- | ----- | ------- |
| Australian Open | 2R   | 1R   | 2R   | 3R   | 1R   | 2R   | 3R   | 2R   | -    | 2R   | 4R   | -    | -    | 1R   | 12-11 | 0       |
| Roland Garros | 2R   | 1R   | 1R   | 1R   | -    | -    | -    | 2R   | 2R   | 1R   | -    | 1R   | 1R   | 1R   | 3-10  | 0       |
| Wimbledon | CF   | 3R   | 2R   | 2R   | -    | -    | 3R   | 2R   | CF   | 1R   | -    | 1R   | 1R   | 2R   | 16-11 | 0       |
| US Open | 2R   | 1R   | 2R   | 1R   | -    | -    | 1R   | 3R   | 1R   | 3R   | -    | 1R   | 1R   |      | 6-10  | 0       |
| Total G-P | 7-4  | 2-4  | 3-4  | 3-4  | 0-1  | 1-1  | 4-3  | 5-4  | 5-3  | 3-4  | 3-1  | 0-3  | 0-3  | 1-3  | 37-42 | 0       |
| ATP World Tour Finals | -    | -    | -    | -    | -    | -    | -    | -    | -    | -    | -    | -    | -    | -    | 0-0   | 0       |
| Total G-P | 0-0  | 0-0  | 0-0  | 0-0  | 0-0  | 0-0  | 0-0  | 0-0  | 0-0  | 0-0  | 0-0  | 0-0  | 0-0  | 0-0  | 0-0   | 0       |
| Juegos Olímpicos | 1R   | ND   | ND   | ND   | -    | ND   | ND   | ND   | -    | ND   | ND   | ND   | -    | ND   | 0-1   | 0       |
| Total G-P | 0-1  |      |      |      | 0-0  |      |      |      | 0-0  |      |      |      | 0-0  |      | 0-1   | 0       |
| Leyenda: G: Torneo ganado; F: Finalista; SF: Semifinalista; CF: Cuartos de final; G-P: Ganados-Perdidos; ND: No Disputado |      |      |      |      |      |      |      |      |      |      |      |      |      |      |       |         |

### ATP World Tour Masters 1000
| Torneo                                                                                                  | 2004 | 2005 | 2006 | 2007 | 2008 | 2009 | 2010 | 2011 | 2012 | 2013 | 2014 | 2015 | 2016 | 2017 | G-P   | Títulos |
| --- | ---- | ---- | ---- | ---- | ---- | ---- | ---- | ---- | ---- | ---- | ---- | ---- | ---- | ---- | ----- | ------- |
| Indian Wells                                                                                            | -    | 1R   | 2R   | 2R   | 1R   | -    | 1R   | 1R   | 2R   | 3R   | 2R   | -    | -    | -    | 3-9   | 0       |
| Miami                                                                                                   | -    | 4R   | 1R   | 3R   | 1R   | -    | 2R   | 4R   | 4R   | 2R   | 3R   | -    | -    | 1R   | 12-9  | 0       |
| Montecarlo                                                                                              | -    | 2R   | -    | 1R   | Q1   | -    | -    | 2R   | 1R   | 3R   | -    | 2R   | -    | 1R   | 5-7   | 0       |
| Hamburgo / Madrid                                                                                       | 3R   | 1R   | 1R   | 2R   | -    | -    | -    | 2R   | 1R   | 2R   | -    | -    | -    | 2R   | 6-8   | 0       |
| Roma | 1R   | 1R   | -    | -    | -    | -    | -    | CF   | 2R   | -    | -    | 1R   | -    | 2R   | 5-6   | 0       |
| Canadá                                                                                                  | -    | -    | -    | -    | -    | -    | -    | 1R   | 2R   | 2R   | -    | -    | -    |      | 1-3   | 0       |
| Cincinnati                                                                                              | -    | -    | -    | 1R   | -    | -    | 1R   | 1R   | 2R   | 1R   | -    | -    | -    |      | 1-5   | 0       |
| Madrid / Shanghái                                                                                       | 1R   | -    | -    | -    | -    | 2R   | 3R   | CF   | 2R   | CF   | -    | -    | 1R   |      | 10-6  | 0       |
| París                                                                                                   | -    | -    | -    | -    | -    | -    | -    | 2R   | 1R   | -    | -    | -    | -    |      | 1-2   | 0       |
| Total G-P                                                                                               | 2-3  | 4-5  | 1-3  | 4-5  | 0-2  | 1-1  | 3-4  | 12-9 | 5-8  | 8-7  | 1-1  | 1-2  | 0-1  | 2-4  | 44-55 | 0       |
| Leyenda: G: Torneo ganado; F: Finalista; SF: Semifinalista; CF: Cuartos de final; G-P: Ganados-Perdidos |      |      |      |      |      |      |      |      |      |      |      |      |      |      |       |         |

- A partir del año 2009 Madrid reemplazó a Hamburgo, que fue degradado a categoría ATP 500, y Shanghái ocupó el hueco que había dejado Madrid

### ATP World Tour 500
| Torneo | 2004 | 2005 | 2006 | 2007 | 2008 | 2009 | 2010 | 2011 | 2012 | 2013 | 2014 | 2015 | 2016 | 2017 | G-P   | Títulos |
| --- | ---- | ---- | ---- | ---- | ---- | ---- | ---- | ---- | ---- | ---- | ---- | ---- | ---- | ---- | ----- | ------- |
| Róterdam | -    | -    | -    | CF   | -    | -    | CF   | 1R   | -    | 1R   | 1R   | -    | -    | 1R   | 4-6   | 0       |
| Memphis / Rio de Janeiro                                                                                                  | -    | -    | -    | -    | -    | -    | -    | -    | -    | 1R   | -    | -    | -    | -    | 0-1   | 0       |
| Acapulco | -    | -    | -    | -    | -    | -    | -    | -    | 2R   | -    | -    | -    | -    | -    | 1-1   | 0       |
| Dubái | -    | 1R   | -    | -    | -    | -    | -    | CF   | -    | -    | 1R   | -    | -    | -    | 2-3   | 0       |
| Barcelona | -    | -    | -    | -    | -    | -    | -    | -    | -    | -    | -    | -    | -    | -    | 0-0   | 0       |
| Halle | 1R   | 2R   | CF   | CF   | -    | -    | -    | CF   | 2R   | CF   | -    | CF   | G    | CF   | 19-9  | 1       |
| Queen's Club | -    | -    | -    | -    | -    | -    | -    | -    | -    | -    | -    | -    | -    | -    | 0-0   | 0       |
| Hamburgo | ND   | ND   | ND   | ND   | ND   | 2R   | SF   | CF   | CF   | CF   | -    | 2R   | 1R   |      | 11-7  | 0       |
| Washington | -    | -    | -    | -    | -    | -    | -    | -    | -    | -    | -    | -    | -    |      | 0-0   | 0       |
| Pekín | -    | -    | -    | -    | -    | 1R   | 1R   | 2R   | SF   | 1R   | -    | -    | 1R   |      | 4-6   | 0       |
| Tokio | -    | -    | -    | -    | -    | -    | -    | -    | -    | -    | -    | -    | -    |      | 0-0   | 0       |
| Valencia / Viena | -    | -    | 2R   | 1R   | -    | -    | -    | -    | -    | 1R   | -    | -    | -    |      | 1-3   | 0       |
| Basilea | 1R   | 2R   | -    | -    | -    | -    | 1R   | CF   | 1R   | -    | -    | -    | 2R   |      | 4-6   | 0       |
| Total G-P | 0-2  | 2-3  | 3-2  | 4-3  | 0-0  | 1-2  | 5-4  | 9-6  | 7-5  | 4-6  | 0-2  | 3-2  | 6-3  | 2-2  | 46-42 | 1       |
| Leyenda: G: Torneo ganado; F: Finalista; SF: Semifinalista; CF: Cuartos de final; G-P: Ganados-Perdidos; ND: No Disputado |      |      |      |      |      |      |      |      |      |      |      |      |      |      |       |         |

- Antes del año 2009 Hamburgo era un torneo de categoría Masters 1000, por lo que en esta tabla aparece como no disputado en los años con esa categoría
- En 2014 el torneo de Memphis bajó a la categoría de ATP 250 y su lugar lo ocupó el torneo de Río de Janeiro
- En 2015 el torneo de Valencia bajó a la categoría de ATP 250 y su lugar lo ocupó el torneo de Viena

### ATP World Tour 250
| Torneo                                                                                                  | 2004 | 2005  | 2006  | 2007 | 2008 | 2009 | 2010 | 2011 | 2012 | 2013 | 2014 | 2015 | 2016 | 2017 | G-P   | Títulos |
| --- | ---- | ----- | ----- | ---- | ---- | ---- | ---- | ---- | ---- | ---- | ---- | ---- | ---- | ---- | ----- | ------- |
| Doha | -    | -     | -     | -    | -    | -    | -    | -    | -    | -    | SF   | -    | -    | 1R   | 3-2   | 0       |
| Adelaida / Brisbane                                                                                     | -    | 2R    | 2R    | 2R   | 1R   | -    | -    | CF   | 1R   | 2R   | -    | -    | -    | -    | 6-7   | 0       |
| Sídney                                                                                                  | -    | 1R    | -     | 1R   | -    | -    | -    | SF   | -    | 2R   | 1R   | -    | -    | 1R   | 4-6   | 0       |
| Auckland                                                                                                | -    | -     | CF    | -    | CF   | -    | 1R   | -    | -    | -    | -    | -    | -    | -    | 4-3   | 0       |
| Zagreb                                                                                                  | ND   | ND    | -     | -    | 1R   | -    | -    | SF   | -    | -    | -    | -    | ND   | ND   | 3-2   | 0       |
| Delray Beach                                                                                            | -    | -     | CF    | CF   | 1R   | -    | 2R   | -    | -    | -    | -    | -    | -    | -    | 5-4   | 0       |
| Las Vegas                                                                                               | -    | -     | 1R    | -    | -    | ND   | ND   | ND   | ND   | ND   | ND   | ND   | ND   | ND   | 0-1   | 0       |
| Lyon / Montpellier                                                                                      | -    | -     | 2R    | -    | -    | -    | -    | -    | 2R   | -    | -    | -    | -    | -    | 2-2   | 0       |
| Marsella                                                                                                | 1R   | -     | -     | -    | -    | -    | -    | -    | -    | -    | -    | -    | -    | -    | 0-1   | 0       |
| Casablanca / Marrakech                                                                                  | -    | 2R    | 2R    | -    | 1R   | -    | -    | -    | 2R   | -    | -    | -    | -    | -    | 2-4   | 0       |
| Estoril                                                                                                 | SF   | -     | -     | -    | 1R   | -    | 1R   | -    | -    | -    | -    | -    | -    | -    | 3-3   | 0       |
| Bucarest / Budapest                                                                                     | SF   | CF    | CF    | 1R   | -    | -    | 2R   | G    | 2R   | SF   | -    | 1R   | Q1   | 1R   | 14-9  | 1       |
| Múnich                                                                                                  | -    | 1R    | 1R    | 1R   | -    | -    | -    | F    | -    | CF   | -    | 1R   | 2R   | -    | 7-7   | 0       |
| Ginebra                                                                                                 | ND   | ND    | ND    | ND   | ND   | ND   | ND   | ND   | ND   | ND   | ND   | -    | 1R   | -    | 0-1   | 0       |
| Stuttgart                                                                                               | 2R   | 1R    | CF    | 1R   | -    | -    | CF   | 1R   | -    | 2R   | -    | -    | CF   | 1R   | 8-9   | 0       |
| Bastad                                                                                                  | -    | 1R    | -     | -    | -    | -    | -    | -    | -    | -    | -    | -    | -    | -    | 0-1   | 0       |
| Umag | -    | -     | -     | -    | -    | -    | -    | -    | -    | 1R   | -    | -    | -    | -    | 0-1   | 0       |
| Gstaad                                                                                                  | 2R   | -     | -     | -    | -    | -    | -    | -    | -    | -    | -    | -    | -    | -    | 1-1   | 0       |
| Kitzbühel                                                                                               | CF   | 3R    | -     | 3R   | -    | -    | -    | -    | 2R   | -    | -    | -    | -    |      | 5-4   | 0       |
| Sopot                                                                                                   | -    | F     | F     | CF   | ND   | ND   | ND   | ND   | ND   | ND   | ND   | ND   | ND   | ND   | 10-3  | 0       |
| New Haven                                                                                               | ND   | -     | -     | 1R   | -    | -    | 3R   | ND   | ND   | ND   | ND   | ND   | ND   | ND   | 1-2   | 0       |
| San Petersburgo                                                                                         | -    | -     | -     | -    | -    | 1R   | -    | -    | -    | -    | ND   | -    | -    |      | 0-1   | 0       |
| Palermo                                                                                                 | -    | 1R    | -     | ND   | ND   | ND   | ND   | ND   | ND   | ND   | ND   | ND   | ND   | ND   | 0-1   | 0       |
| Bankgok                                                                                                 | -    | -     | -     | -    | -    | 1R   | -    | -    | -    | -    | ND   | ND   | ND   | ND   | 0-1   | 0       |
| Metz | -    | 2R    | 1R    | 1R   | -    | -    | -    | -    | CF   | SF   | -    | -    | -    |      | 5-5   | 0       |
| Moscú                                                                                                   | -    | 2R    | -     | -    | -    | -    | -    | -    | -    | -    | -    | -    | -    |      | 1-1   | 0       |
| Amberes                                                                                                 | ND   | ND    | ND    | ND   | ND   | ND   | ND   | ND   | ND   | ND   | ND   | ND   | 2R   |      | 1-1   | 0       |
| Estocolmo                                                                                               | -    | -     | -     | -    | -    | -    | F    | -    | 2R   | -    | -    | -    | -    |      | 4-2   | 0       |
| Viena                                                                                                   | 2R   | -     | 2R    | 1R   | -    | -    | 1R   | -    | -    | 1R   | -    | -    | -    |      | 2-5   | 0       |
| Total G-P                                                                                               | 10-7 | 12-12 | 16-12 | 6-11 | 2-6  | 0-2  | 8-8  | 17-5 | 2-7  | 11-8 | 3-2  | 0-2  | 4-4  | 0-4  | 91-90 | 1       |
| Leyenda: G: Torneo ganado; F: Finalista; SF: Semifinalista; CF: Cuartos de final; G-P: Ganados-Perdidos |      |       |       |      |      |      |      |      |      |      |      |      |      |      |       |         |

- En 2009 el torneo de Adelaida se trasladó a Brisbane
- En 2016 el torneo de Casablanca se trasladó a Marrakech
- En 2017 el torneo de Bucarest se trasladó a Budapest
- En 2015 el torneo de Viena subió a la categoría de ATP 500, por lo que aparece en esta tabla como no disputado en esos años
- Desde 1992 hasta 2014 el torneo de Ginebra estuvo en la categoría de Challenger, por lo que aparece en esta tabla como no disputado durante esos años
- En 2010 el torneo de Lyon se trasladó a Montpellier

### Copa Davis
| Grupo Mundial                                                                                           | PO  | PO  | 1R  | PO  | CF  | PO  | PO  | 1R  | PO  | 10-9 | 0 |
| Total G-P                                                                                               | 0-2 | 2-0 | 0-1 | 2-0 | 0-2 | 2-2 | 2-1 | 1-0 | 1-1 | 10-9 | 0 |
| Leyenda: G: Torneo ganado; F: Finalista; SF: Semifinalista; CF: Cuartos de final; G-P: Ganados-Perdidos |     |     |     |     |     |     |     |     |     |      |   |

## Challengers y Futures (13+1)
| Leyenda            |
| ------------------ |
| Challengers (13+0) |
| Futures (1+0)      |

### Individuales (14)
| N.º | Fecha      | Torneo          | Superficie    | Oponente en la final | Resultado           |
| --- | ---------- | --------------- | ------------- | -------------------- | ------------------- |
| 1.  | 03.08.2003 | San Petersburgo | Tierra batida | Michal Mertiňák      | 4-6, 7-6(3), 6-1    |
| 2.  | 21.03.2004 | México D.F.     | Tierra batida | Adrián García        | 6-4, 6-3            |
| 3.  | 11.06.2006 | Fürth           | Tierra batida | Torsten Popp         | 6-3, 6-1            |
| 4.  | 30.07.2006 | Tampere         | Tierra batida | Ernests Gulbis       | 7-6(4), 2-6, 6-3    |
| 5.  | 20.08.2006 | Graz            | Dura          | Rainer Schüttler     | 6-4, 5-7, 6-2       |
| 6.  | 22.03.2009 | Bangkok         | Dura          | Danai Udomchoke      | 7-5, 6-2            |
| 7.  | 31.05.2009 | Karlsruhe       | Tierra batida | Dustin Brown         | 6-2, 6-4            |
| 8.  | 10.01.2010 | Numea           | Dura          | Flavio Cipolla       | 6-3, 6-0            |
| 9.  | 21.03.2010 | Sunrise         | Dura          | Gilles Simon         | 6-4, 6-4            |
| 10. | 09.06.2012 | Prostejov       | Tierra batida | Jan Hájek            | 7-6(1), 3-6, 7-6(3) |
| 11. | 07.07.2013 | Braunschweig    | Tierra batida | Jiri Vesely          | 4-6, 6-2, 6-1       |
| 12. | 13.08.2016 | Portoroz        | Dura          | Daniil Medvédev      | 6-1, 6-2            |
| 13. | 21.08.2016 | Meerbusch       | Tierra batida | Maximilian Marterer  | 7-6(4), 6-2         |
| 14. | 23.11.2003 | España F27      | Tierra batida | Iván Navarro         | 6-4, 6-2            |

#### Finalista en individuales (10)
| N.º | Fecha      | Torneo       | Superficie    | Oponente en la final | Resultado      |
| --- | ---------- | ------------ | ------------- | -------------------- | -------------- |
| 1.  | 08.02.2004 | Wolfsburgo   | Moqueta (i)   | Michal Tabara        | 4-6, 3-6       |
| 2.  | 13.05.2007 | Dresde       | Tierra batida | Yuri Schukin         | 6-7(5), 6-7(3) |
| 3.  | 10.06.2007 | Prostejov    | Tierra batida | Sergio Roitman       | 6-7(1), 4-6    |
| 4.  | 24.06.2007 | Braunschweig | Tierra batida | Óscar Hernández      | 2-6, 6-1, 1-6  |
| 5.  | 11.01.2009 | Numea        | Dura          | Brendan Evans        | 6-4, 3-6, 4-6  |
| 6.  | 26.04.2009 | Sofía        | Tierra batida | Ivo Minář            | 4-6, 3-6       |
| 7.  | 16.08.2009 | Estambul     | Dura          | Illya Marchenko      | 4-6, 4-6       |
| 8.  | 25.04.2010 | Roma 2       | Tierra batida | Federico Delbonis    | 4-6, 3-6       |
| 9.  | 01.12.2002 | España F20   | Moqueta       | Rafael Nadal         | 6-7(3), 4-6    |
| 10. | 02.03.2003 | Portugal F4  | Tierra batida | Juan Pablo Brzezicki | 3-6, 2-6       |

## Ranking ATP al finalizar una temporada
Variaciones en el ranking ATP al finalizar la temporada.
* Estadísticas actualizadas al 30 de julio de 2017.
| Año                     | 05/2001 | 2001 | 2002 | 2003 | 2004 | 2005 | 2006 | 2007 | 2008 | 2009 | 2010 | 2011 | 2012 | 2013 | 2014 | 2015 | 2016 | 2017 |
| Ranking en individuales | 1320    | 874  | 474  | 254  | 35   | 75   | 57   | 55   | 403  | 62   | 37   | 23   | 28   | 40   | 147  | 215  | 50   |      |